# ستيفن جيراي
ستيفن جيراي (بالمجرية: Gyergyai István)‏ مواليد 10 نوفمبر 1904 في أوجهورود، الإمبراطورية النمساوية المجرية، أوكرانيا - الوفاة 26 ديسمبر 1973 في لوس أنجلوس، هو ممثل مجري بدأ مسيرته الفنية سنة 1929. شارك في قرابة 100 فيلم. امتدت مسيرته الفنية لأكثر من 37 عاما.

## الأعمال
- شبح الأوبرا
- في المجتمع
- المسحورة
- كل شيء عن إيف
- ادعني مدام
- رصاصة لجوي
- أن تمسك لصا

## روابط خارجية
- ستيفن جيراي على موقع IMDb (الإنجليزية)
- ستيفن جيراي على موقع ألو سيني (الفرنسية)
- ستيفن جيراي على موقع أول موفي (الإنجليزية)
- ستيفن جيراي على موقع قاعدة بيانات الأفلام السويدية (السويدية)
- ستيفن جيراي على موقع قاعدة بيانات الفيلم (الإنجليزية)
- ستيفن جيراي على موقع كينوبويسك (الروسية)